# Année des six empereurs

L’empire romain (en mauve) en 230 et les peuples qui l’entouraient.

L’année 238 ou Année des six empereurs voit six personnages revendiquer le trône : Maximin le Thrace (mars 235 - mi-avril 238), Gordien Ier (début janvier 238 - vers le 20 janv 238), Gordien II (début janvier 238 - 20 janvier 238 ?), Maxime Pupien (fin janv/début février - début mai ?), Balbin (fin janv/début fév. - début mai ?) et Gordien III (juin/juillet 238 - fév. 244). Cette instabilité politique sera l’une des caractéristiques de la « crise du troisième siècle », ou période d’ « anarchie militaire » (235 - 284) pendant laquelle l’empire romain sera à la veille de s’écrouler sous l’influence de pressions externes (invasions étrangères et migration de peuples barbares) et internes (guerres civiles, « dé-romanisation » de l’armée, effets dévastateurs de la peste, dévaluation de la monnaie et dépression économique). Commencée sous Maximin le Thrace qui régnait depuis 238, l’année se terminera avec l’arrivée au pouvoir de Gordien III qui régnera jusqu’en 244. La crise politique toutefois continuera jusqu’aux grandes réformes de Dioclétien (r. 284-305).

## Maximin le Thrace

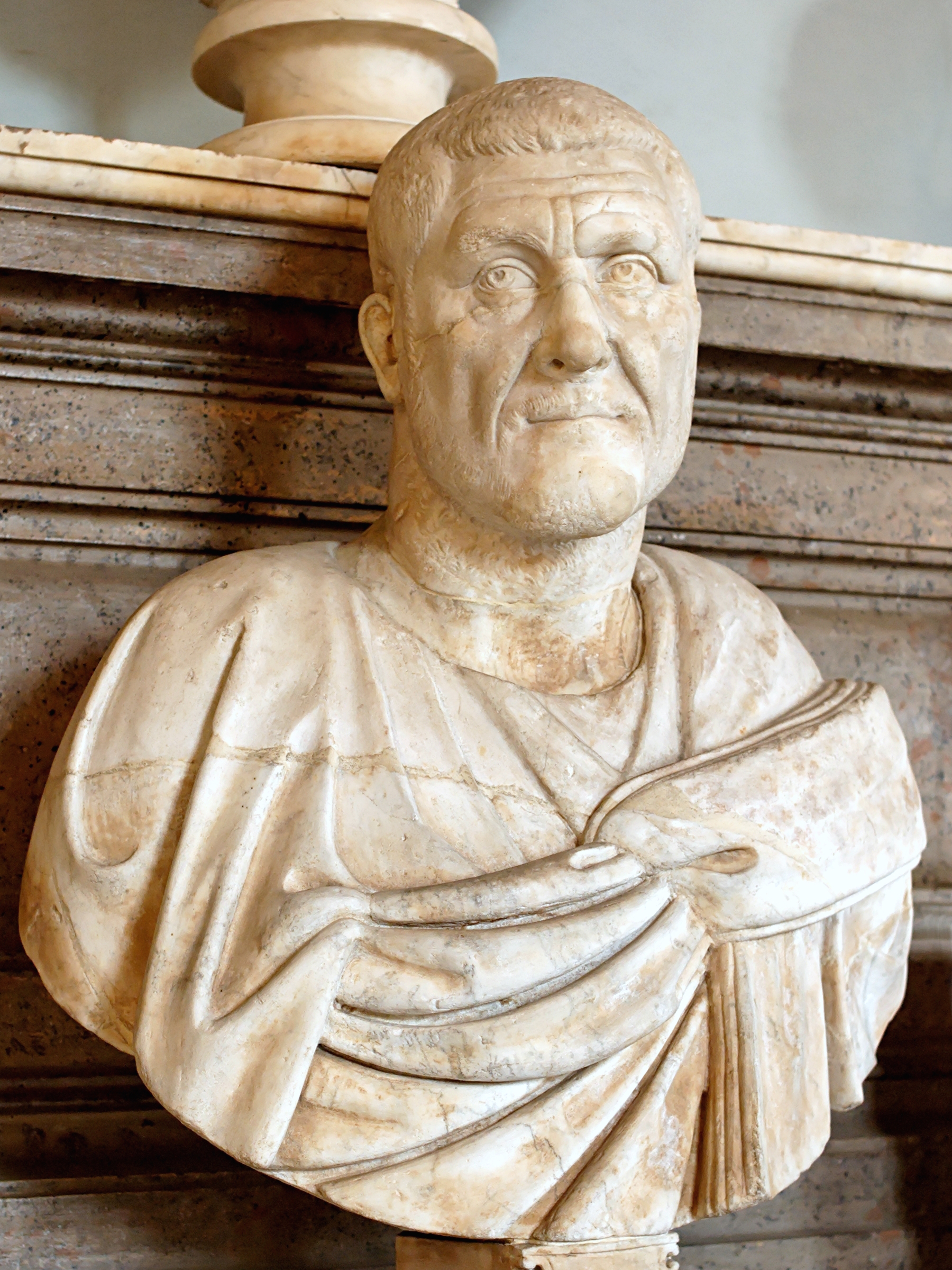
Buste de Maximin le Thrace (Musée du Capitole, MC473).

L’année 238 commence alors que Maximin le Thrace est au pouvoir. Son nom d’origine était Caius Julius Verus Maximinus Thrax, ce qui laisse supposer que sa famille avait acquis la citoyenneté romaine sous la dynastie julio-claudienne alors que les nouveaux Romains adoptaient les noms gentiliques de leurs bienfaiteurs. Il serait né vers 173, en Thrace ou en Mésie selon l’Histoire Auguste. Pour les historiens modernes, il viendrait d’Illyrie et serait le premier empereur à venir de cette partie de l’empire,. D’abord modeste berger il s’était enrôlé dans l’armée dont il gravit progressivement les échelons. Ce sera également le premier empereur à accéder à cette fonction au terme d’une carrière exclusivement militaire, ce qui choquera les classes dirigeantes romaines et lui vaudra le mépris des historiens romains.
Il servira dans la cavalerie sous les règnes de Septime Sévère (r. 193 - 211)  et de Caracalla (r. 211 - 217), obtenant le grade de centurion. Sous Héliogabale (r. 218-232), il est tribun d’une cohorte auxiliaire. Au moment de l’assassinat de Sévère Alexandre (r. 222-235) le 18 mars 235, il est tribun de la légion IV stationnée sur le Rhin où, après l’échec de l’expédition contre les Perses, il entraine de nouvelles recrues levées en préparation d’une expédition contre les Alamans.
De  haute stature et d’une force herculéenne, il jouit d’une grande popularité dans l’armée qui l’acclame empereur. C’est la deuxième fois depuis Macrin (r. 217-218) qu’un chevalier est ainsi porté au pouvoir; le Sénat, qui n’a que mépris pour celui qu’il considère toujours comme un barbare en dépit de l’édit de Caracalla n’a toutefois d’autre choix que de ratifier sa nomination le 25 mars. Leur rendant ce mépris, Maximin refuse de se rendre à Rome pour l’occasion, préférant lancer immédiatement une campagne en Germanie à l’été 235, suivie d’une autre sur le cours inférieur du Danube en 236  pour affronter cette fois une coalition de Carpes et de Sarmates. Ses trois années de règne, pendant lesquelles il devra déjouer deux tentatives de coup d’État, le verront continuellement en campagne.
Mais ces guerres continuelles coutent cher; Maximin n’en a cure et accroit la pression fiscale sur les propriétaires terriens, les villes et les temples. Impôts, extorsions, confiscations, amendes, tout est bon pour financer ses campagnes. Et alors qu’un conseil du Sénat prônait depuis 222 une prudente négociation avec les peuples barbares, il réplique en supprimant ce conseil pour n’utiliser que le recours à la force,.
La révolte débute début-janvier 238 en Afrique proconsulaire. De violentes manifestations éclatent et le procurateur est tué au cours de l'une d'entre elles par l'un des membres du collège des juvenes. Paysans et membres des juvenes se révoltent alors contre le pouvoir impérial et proclament empereur malgré lui le proconsul basé à Carthage, Gordien, lequel déjà âgé de quatre-vingts ans, demande à s’adjoindre son fils. Les nouveaux empereurs prennent les noms de Gordien Ier et Gordien II et voient leur nomination avalisée à la mi-janvier par le Sénat qui déclare en même temps Maximin « ennemi public » ,.
Les deux Gordien seront éliminés après moins d’un mois de pouvoir avec la Légion III « Augusta » qui a pris leur parti;  le Sénat nomme fin-janvier ou début-février deux nouveaux empereurs, les sénateurs Pupien et Balbin. Maximin quitte alors Sirmium (aujourd’hui Sremska Mitrovica en Serbie) pour marcher sur Rome. Mais dès son arrivée dans la Slovénie d’aujourd’hui, il découvre que le Sénat a fait vider les villes et dévaster les campagnes. Furieux, il fait exécuter plusieurs généraux qu’il rend responsables de ses échecs. En réponse les troupes y compris la garde personnelle de Maximin, se révoltent à Aquilée (entre la Slovénie et l’Italie) et l’égorgent ainsi que son fils qu’il a nommé « césar ». Le Sénat prononce alors la « damnatio memoriae » de Maximin.

## GordienIer

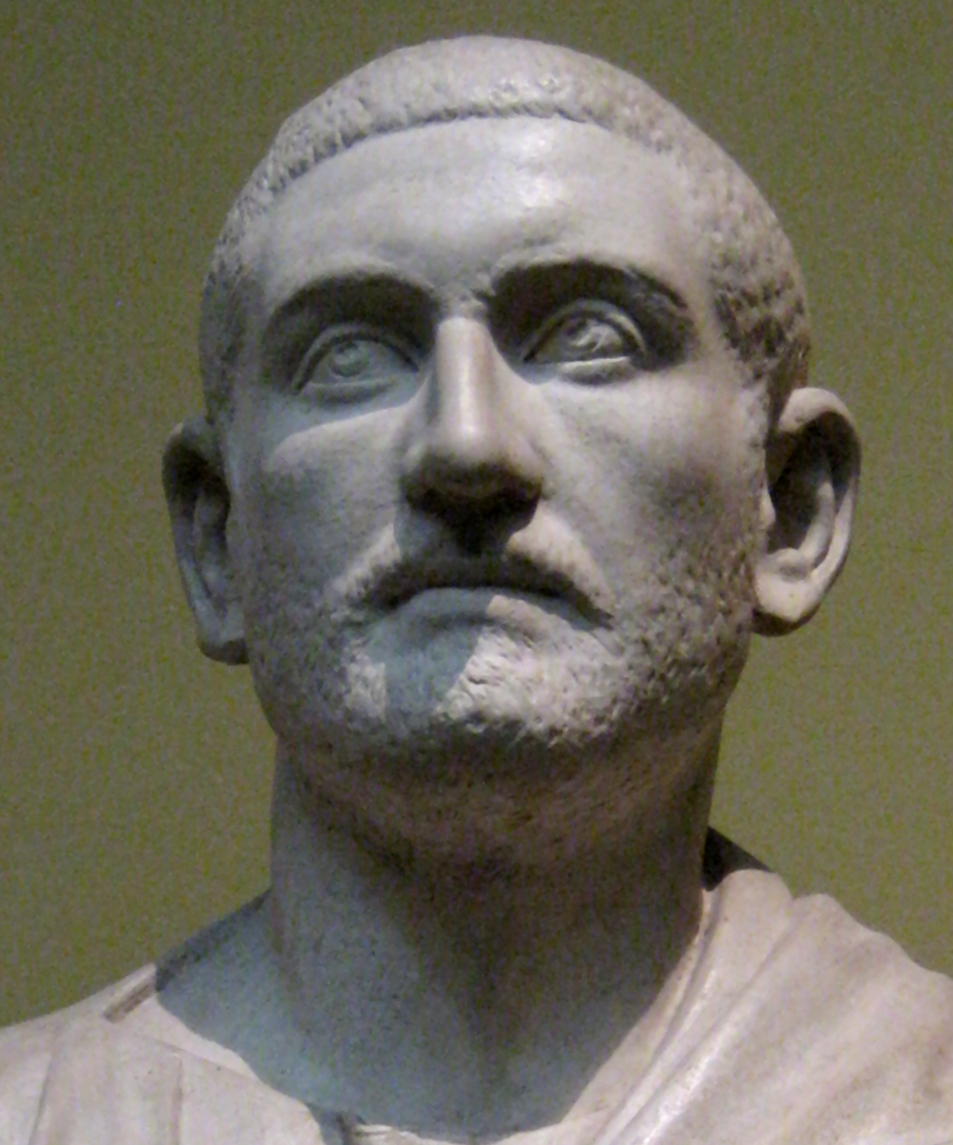
Gordien Ier (copie d’après un original du British Museum).

Le nom complet de Gordien était « Marcus Antonius Gordianus Sempronianus Romanus Africanus»; ses prénoms portent à croire que ses ancêtres auraient reçu la citoyenneté romaine à l’époque de Marc Antoine  à la fin de la période républicaine, alors que  « Sempromnianus » suggère qu’il descendait de Tiberius et Caius Sempronius Gracchus, tribuns de la plèbe au IIe siècle, le cognomen « Gordianus » pour sa part indique une origine de Cappadoce ou de Galatie. Né en 158 ou 159, il appartenait à une riche famille sénatoriale   et semble avoir fait de longues études avant de faire carrière dans la fonction publique impériale,.
Entré au Sénat, Gordien  fut d’abord envoyé comme légat de la province de Bretagne inférieure où on le trouve en 216, puis proconsul de l’Achaïe, avant de devenir consul suffect  sous le règne d’Héliogabale (r. 218-222)  de 220 à 222. Il aurait également été soit gouverneur de la province de Syrie Coele ou y aurait commandé la légion IV Scythia lorsque celle-ci fut postée dans cette province. Le fait qu’il ait pu conserver sa richesse et son pouvoir politique sous la dynastie agitée des Sévères semble démontrer qu’il sut se tenir loin des intrigues de la cour. Chose certaine, les jeux et spectacles qu’il offrit à la population lui valurent une excellente réputation. Il fut finalement nommé proconsul d’Afrique en 237.
Maximin le Thrace régnait depuis 234, accroissant sans cesse le fardeau fiscal sur les grands propriétaires de la riche province d’Afrique. Excédés, un groupe de jeunes sur le point de voir confisquée la plus grande partie de leur patrimoine se réunirent au début-janvier 238 à Thysdrus (aujourd’hui El-Djem en Tunisie) se révoltèrent contre le procurateur chargé de la perception des taxes, Hadrumète, qu’ils assassinèrent. Ils se tournèrent alors vers le proconsul Gordien qu’ils menacèrent de tuer s’il n’acceptait pas d’être proclamé empereur.
Âgé de quatre-vingts ans, celui-ci se résigna à accepter à la condition que son fils soit nommé coempereur pour l’aider dans cette tâche. Les deux hommes gagnèrent alors Carthage où ils furent acclamés par la foule et prirent le titre officiel de Gordien Ier et Gordien II. Quelques jours plus tard cette nomination fut entérinée par le Sénat de Rome. La rapidité de l’opération et le choix de la province où débuta le soulèvement porte à croire que cette rébellion n’était pas spontanée, mais plutôt le fruit d’un complot ourdi par les grands propriétaires et les sénateurs de Rome qui détestaient Maximin. Quoi qu’il en soit, la rébellion gagna rapidement l’Italie et se répandit dans l’empire sans que Maximin ait le temps de réagir.
Toutefois, c’était sans compter sur le fait que certaines légions resteraient fidèles à cet empereur qui était un des leurs. Dans la Numidie voisine de la province d’Afrique, le légat Capellianus qui détestait Gordien avec qui il avait déjà été en procès, marcha sur Carthage dès qu’il apprit la nouvelle à la tête de la légion III Augusta ,. Gordien II, à la tête d’une armée formée de civils recrutés parmi les volontaires de la ville et mal armés, se porta à sa rencontre, mais fut vaincu lors de la bataille de Carthage au cours de laquelle il perdit la vie. Apprenant la nouvelle, Gordien Ier se suicida en se pendant avec sa propre ceinture. Les deux Gordien avaient régné vingt-deux jours, le règne le plus court de l’histoire des empereurs romains ,. C’était également la première fois qu’un empereur se suicidait depuis Otton en 69 lors de « l’année des quatre empereurs ».
Maximin prononça la damnatio memoriae des deux empereurs; par contre le Sénat leur accordera par la suite les honneurs divins avec le titre de « divus Gordianus ».

## Gordien II

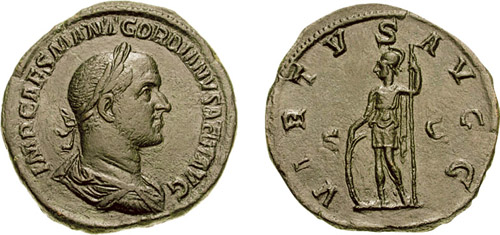
Sesterce de Gordien II.

Né vers 192, le futur Gordien II est le seul fils connu de Gordien Ier. Selon l’Histoire Auguste (dont la crédibilité est souvent mise en doute), sa mère aurait été une Romaine du nom de Fabia Orestilla et aurait été une descendante des empereurs Antonin le Pieux et Marc Aurèle par son père appelé Fulvus Antoninus. Les historiens modernes rejettent cette théorie. Il semblerait plus probable qu’elle aurait été la petite-fille d’un sophiste grec consul et tuteur de Hérode Atticus. Il avait une sœur, Antonia Gordiana qui sera la mère du futur Gordien III.
On sait très peu de choses sur son parcours avant de devenir coempereur avec son père sauf ce qu’en dit l’Histoire Auguste, ici aussi sujette à caution. Il aurait servi comme questeur sous Héliogabale, puis comme préteur et consul suffect sous Sévère Alexandre,. En 237, alors que son père est nommé proconsul d’Afrique, il va l’aider comme légat consulaire pour le diocèse de Carthage.
La biographie de Maximin le Thrace telle que présentée dans l’Histoire Auguste implique qu’il était à Thysdrus lorsque le procurateur de Maximin fut assassiné et Gordien Ier proclamé empereur; il aurait été acclamé coempereur aux côtés de son père avant que les deux ne partent pour Carthage,. Mais dans la biographie des trois Gordiens, l’auteur de la même Histoire Auguste affirme que Gordien II fut  nommé coempereur quelques jours plus tard alors que les deux hommes étaient déjà à Carthage. Un fragment de papyrus trouvé en Égypte semble corroborer cette thèse. Hérodien, contemporain des évènements, ne mentionne pas Gordien II dans sa description de la révolte de Thysdrus, mais affirme que lorsque la chose fut connue à Rome plusieurs jours plus tard, les deux hommes furent conjointement déclarés empereurs par le Sénat et reçurent le cognomen « Africanus ».
Apprenant la chose, le légat de Numidie, Capellianus, marcha sur Carthage à la tête d’une légion romaine bien entrainée, alors que Gordien II n’avait à sa disposition que quelques troupes et volontaires pris parmi la population de la ville. Dans la bataille qui s’ensuivit Gordien II fut tué et son corps ne fut jamais retrouvé . La ville fut prise par Capelianus et Gordien Ier se suicida, terminant ainsi un des règnes les plus courts de l’Histoire : vingt jours selon la Chronographie de 354; vingt-deux selon Zonaras 12.17.

## Pupien  et Balbin

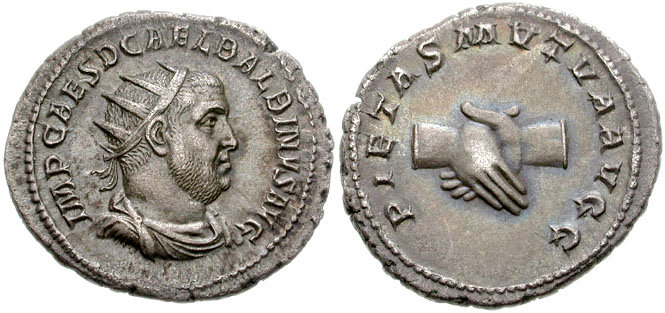
Antoninien de Balbin (tête radiée au droit, mains serrées au revers symbolisant le partage des charges entre les deux augustes Pupien et Balbin).

### Premières années
Le sénateur Decimus Caelius Calvinus Balbinus (Balbin) naquit vers 170. D’abord prêtre au collège des Saliens (confrérie vouée au culte de Mars), il occupa divers postes de l’administration civile dans les provinces de l’empire, mais la liste qui en est donnée dans l'Histoire Auguste, ainsi que l'affirmation selon laquelle il aurait été proconsul d'Asie et d'Afrique, semblent être de pures inventions. On sait cependant de façon raisonnablement sure qu'il fut consul deux fois, la première fois en 203 ou 211, la seconde en 213 . L'Histoire Auguste  le décrit comme un homme affable, généreux par ses libéralités, un orateur admiré, un poète assez renommé, un magistrat sage, qui exerça avec dignité et honnêteté les juridictions qui lui furent confiées.
Marcus Clodius Pupienus Maximus (Pupien) naquit pour sa part vers 164. D’origine plébéienne, il fit carrière dans l’administration publique où son habileté lui valut de s’élever aux plus hautes charges de l’État à partir de l’armée. Centurion primus pilus, tribun militaire et préteur, il exerça la fonction de gouverneur dans diverses provinces de l'Empire, proconsul en Bithynie et Pont, en Achaïe et en Gaule narbonnaise, légat en Germanie supérieure et Germanie inférieure. Il sera consul à deux reprises avant d’accéder à la prestigieuse fonction de Préfet de la Ville en janvier 238 . Réputé austère et sévère, il fit preuve d'une autorité acharnée, lui attirant l'hostilité permanente du petit peuple de la ville.

### Règne
En 238, les deux hommes furent choisis pour faire partie d’une commission de vingt sénateurs chargés de défendre l’Italie en révolte contre Maximin Ier. À la mort des deux Gordien, le Sénat réuni au Capitole décida d’élire deux empereurs  plutôt qu’un seul pour éviter une tyrannie semblable à celle de Maximin. Leur choix se porta sur les deux sénateurs Balbin et Pupien, fort différents de caractère, malgré l’opposition du peuple de Rome qui détestait Pupien. Sous la pression populaire les deux hommes décidèrent de s’adjoindre le petit-fils de Gordien Ier (le futur Gordien III) qu’ils nommèrent « césar » entre le 31 janvier et le 1er mars 238.
Les nouveaux empereurs furent alors nommés conjointement « souverains pontifes » (pontifices maximi), chose inédite jusqu’alors avant de se répartir les tâches : Balbin s’occuperait de l’administration de l’État pendant que Pupien, autrefois militaire, serait chargé des opérations visant à arrêter Maximin lequel, après avoir quitté Sirmium, marchait sur Rome à la tête des armées du Rhin et du Danube. Il en était à mettre sur pied son armée à Ravenne, le plus important port militaire de l’Adriatique, lorsque vers la mi-avril, une délégation vint lui apporter les têtes de Maximin et de son fils que l’armée, en révolte à Aquilée, avait fait décapiter.
À Rome, toutefois, Balbin ne parvenait pas à maintenir l’ordre. Des émeutes éclataient, fruits d’altercations entre le peuple et la garde prétorienne qui, mise à l’écart depuis le début des évènements, craignait d’être remplacée par des soldats germains. Il s’ensuivit un incendie qui ravagea une grande partie de la ville.
De retour à Rome, Pupien ne réussit pas à s’entendre avec son collègue et tous deux durent faire face à l’opposition de la garde prétorienne. Lors des jeux capitolins du début mai 238, les prétoriens envahirent le palais gardé effectivement par des Germains. Pupien voulut alors appeler au secours sa garde personnelle, mais son collègue s’y opposa, craignant que Pupien ne veuille en fait l’éliminer. Les prétoriens s’emparèrent alors des deux empereurs qu’ils trainèrent hors du palais, puis, après les avoir roués de coups, les exécutèrent laissant leurs corps sur la voie publique. L’armée devenait à nouveau maitresse du pouvoir. À un moment incertain entre fin-mai et fin-juillet 238, elle fit alors proclamer empereur le jeune Gordien III et le Sénat ratifia sa décision.

## Gordien III

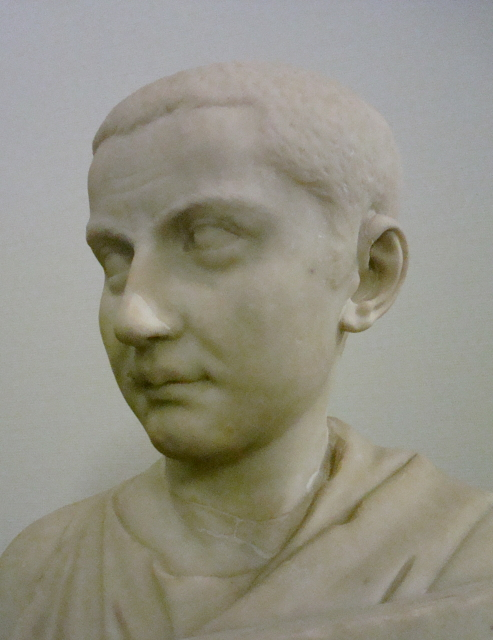
Buste de Gordien III (Musée de Pergame, Berlin).

Gordien III (Marcus Antonius Gordianus) a treize ans lorsqu’il accède au trône. Déjà sous Balbin et Pupien il avait été fait « prince de la jeunesse »; en plus du titre d’Auguste, il reçoit à son accession le titre de « Père de la Patrie » et revêt les dignités de « Souverain Pontife » et de proconsul. En raison de son âge, il tombe sous la coupe des sénateurs et chevaliers qui ont mené la guerre contre Maximin . Il procède immédiatement à la « damnatio memoriae » des deux derniers empereurs, puis, en 240, il licencie la légion III Augusta qui avait causé la mort de ses parents à Carthage, ce qui provoque la révolte du proconsul Sabinianus en Afrique, la légion III étant non seulement l’une des dernières légions africaines, mais aussi celle qui protégeait la province contre les nomades.
L’année suivante, il épouse Furia Sabinia Tranquillina, fille du nouveau préfet du Prétoire Timésithée qui est aussi chef de la garde prétorienne. Ce dernier devient rapidement le véritable maitre de l’empire.
La même année, le roi perse Chapour Ier (r. 240 - 272)  qui voulait reprendre aux Romains les  territoires de Mésopotamie conquis plus tôt, franchit le Tigre et l’Euphrate et avance à travers l’Osrhoène jusqu’à Antioche. Gordien fait alors ouvrir les portes du temple de Janus; ce sera la dernière fois qu’un empereur posera ce geste considéré comme une déclaration de guerre. Il part pour l’Orient au début de l’été 242 avec son préfet du prétoire en passant par la Macédoine et la Thrace où il bat les Goths et les Sarmates. Après avoir franchi l’Hellespont, il défait les Perses à Rhesaïna (243) et les repousse au-delà de l’Euphrate. Il se dirige vers leur capitale, Ctésiphon, lorsqu’en octobre 243 Timésithée meurt de dysenterie. Comme c’est souvent le cas à l’époque, on suspecte un empoisonnement.
Pour le remplacer, Gordien choisit sur le conseil de Gaius Julius Priscus, l’un des membres influents de sa garde, le frère de ce dernier, Marcus Julius Philippus, commandant une partie des troupes comme préfet de Mésopotamie. Gordien poursuit alors sa campagne, mais meurt à la fin de l’hiver ou au début du printemps 244. Il existe deux versions de sa mort.
Selon la version romaine, Marcus Julius Philippus aurait exigé de Gordien qu’il partage le pouvoir, ce que refuse Gordien. Philippe en appelle alors à l’armée et, entre le 13 janvier et le 14 mars 244, près de Zaïtha, au confluent du Chaboras et de l’Euphrate dépose Gordien III, l’assassine et envoie son corps à Rome, affirmant qu’il est mort de façon naturelle. Sans être dupe de la manœuvre, le Sénat accepte cette version, avalise le coup de force et entérine la nomination de Philippe (connu par la suite sous le nom de Philippe l’Arabe, r. 244 - 249) comme nouvel empereur.
Selon une version perse, Gordien III aurait été blessé lors de la bataille de Misiche (Al-Anbar près de Falluja en Irak), faisant une mauvaise chute de cheval et mourant des suites d’une fracture à la cuisse. La plupart des historiens modernes croit cette dernière version plus plausible que la première. Gordien III avait alors environ dix-huit ans.

### Sources primaires
- Ammien Marcellin. Histoire de Rome

- Aurelius Victor. Epitomé

- Aurelius Victor. Livre des Césars

- Cyprien de Carthage. Œuvres complètes

- Eusèbe de Césarée. Histoire ecclésiastique

- Eutrope. Abrégé de l’Histoire romaine

- Hérodien. Histoire des empereurs romains de Marc Aurèle à Gordien III

- Histoire Auguste, Ecrivains de l’Histoire Auguste

- Lactantius. De la mort des persécuteurs

- Sidoine Appolinaire. Opera Omnia

- Zonaras et Zozime. Histoire romaine.

Bon nombre de ces textes sont disponibles en ligne sur le site de Philippe Remacle, Philippe Renault, François-Dominique Fournier, J. P. Murcia, Thierry Vebr, Caroline Carrat, intitulé : L'antiquité grecque et latine du Moyen Âge, URL : http://remacle.org.

### Sources secondaires
- (en) Adkins, Lesley & Roy A. Adkins. Handbook to Life in Ancient Rome. New York, Oxford, Oxford University Press, 1994.  (ISBN 978-0-195-12332-6)

- (en) Birley, Anthony. The Roman Government in Britain, Oxford University Press, 2005  (ISBN 978-0-19-925237-4)

- (en) Blois, L. de. « The Crisis of the Third Century A.D. in the Roman Empire : a Modern Myth? (dans) L. de Blois, J. Rich (dir.), The Transformation of Economic Life under the Roman Empire. Amsterdam, 2002

- (en) Bowman, A.K., P. Garnsey, A. Cameron (dir). The Cambridge Ancient History, 2e édition, XII, “The Crisis of the Empire”, A.D. 193-337. Cambridge, 2005

- (en) Bruun, Christer & J. C. Edmondson. The Oxford Handbook of Roman Epigraphy. Oxford University Press, 2015  (ISBN 978-0-19-533646-7)

- (en) Bunson, Matthew. Encyclopedia of the Roman Empire. New York, Facts on File, 1994.  (ISBN 0-8160-2135-X)

- Carrié, Jean-Michel et Aline Rousselle, L'Empire romain en mutation : des Sévères à Constantin, 192-337, Paris, Éditions du Seuil, 1999,  (ISBN 2-02-025819-6)

- Christol, Michel. L’Empire romain du IIIe siècle, 129-325 apr. J.-C. Paris, éd. Errance, 2006

- (en) D'Epiro, Peter. The Book of Firsts: 150 World-Changing People and Events, from Caesar Augustus to the Internet. Knopf Doubleday Publishing Group, 2010.  (ISBN 978-030-747-666-1)

- (de) EDCS = Epigraphik-Datenbank  Clauss / Slaby, (par) Manfred Clauss / Anne Kolb / Wolfgang A. Slaby / Barbara Woitas. [en ligne] https://www.google.com/search?q=epigraphische-datenbank+clauss+%2F+slaby+edcs&client=firefox-b-d&ei=2MKpY8SEM_6h5NoP26mNwAM&oq=Epigraphik-Datenbank++Clauss+%2F+SlabyEDS+-+Epigraphic&gs_lcp=Cgxnd3Mtd2l6LXNlcnAQARgAMgoIABDxBBAeEKIEMgUIABCiBDIFCAAQogRKBAhBGABKBAhGGABQAFgAYIsTaABwAXgAgAGLAYgBiwGSAQMwLjGYAQCgAQKgAQHAAQE&sclient=gws-wiz-serp

- (en) Gibbon, Edward, Decline and Fall of the Roman Empire, 1888

- (en) Harl, Kenneth Wayne. Political attitudes of Rome's eastern provinces in the third century A.D. (Thèse PhD, 1978), Michigan, Ann Harbour University, 2005

- Jerphagnon, Lucien. Les divins Césars, Idéologie et pouvoir dans la Rome impériale. Paris, Hachette, 2009.

- Loriot, Xavier et Daniel Nony, La crise de l'empire romain, 235–285, Paris, Armand Colin, 1997, 304 p.  (ISBN 2-200-21677-7)

- Martin, Jean-Pierre. Histoire romaine, Le Haut-Empire, Collection U, 2006

- (en) Mennen, Inge. Power and Status in the Roman Empire, AD 193-284. Brill, 2011  (ISBN 978-9-004-20359-4)

- Meuleau, Maurice. Le Monde antique, vol. II. Paris, Bordas, 1976

- Modéran, Yves. L'Empire romain tardif, 235-395. Paris, Ellipse, 2006.  (ISBN 978-2-729-82884-4)

- Morin, Georges-André. La Fin de l’Empire romain d’Occident, 375-476. Monaco, Ed. du Rocher, 2007

- Petit, Paul. « Histoire générale de l’Empire romain, vol. 2, La crise de l’Empire (des derniers Antonins à Dioclétien) », Paris, Seuil, 1974

- (en) Potter, David Stone, The Roman Empire at Bay, AD 180–395, Routledge, 2013 [2004],  (ISBN 978-0-415-84055-2)

- Quet, Marie-Henriette (dir.). La « crise » de l’Empire romain, de Marc Aurèle à Constantin. Paris, Presses de l’Université Paris-Sorbonne, 2006.  (ISBN 978-2-840-50465-8)

- Romain, Yves. Empereurs et sénateurs, Une histoire politique de l’Empire romain. Paris, Fayard, 2001  (ISBN 978-2-213-61056-6)

- (en) Scarre, Chris. Chronicle of the Roman Emperors. London, Thames and Hudson, 1995.  (ISBN 0-500-05077-5)

- Settipani, Christian . Continuité gentilice et Continuité familiale dans les familles sénatoriales romaines à l'époque impériale, Linacre College, Oxford University, coll. « Prosopographica & Genealogica », 2000, 597 p.  (ISBN 1-900934-02-7)

- (en) Southern, Pat. The Roman Empire from Severus to Constantine, Routledge, 2015 [2001]  (ISBN 978-0-415-73808-8)

- (en) Syme, Sir Ronald. Emperors and biography: studies in the 'Historia Augusta'. Oxford, Oxford University Press, 1971  (ISBN 978-0-198-14357-4)

- (en) Tucker, Spencer C. (ed). "241-244:Southwest Asia". A Global Chronology of Conflict: From the Ancient World to the Modern Middle East. ABC-CLIO, 2010

- Zosso, François et Christian Zingg, Les Empereurs romains, édition Errance, 1995,  (ISBN 978-287-7-72390-9)